# تانکر کلاس لیف
تانکر کلاس لیف (به انگلیسی: Leaf-class tanker) یک کلاس از کشتی است.